# Gigi D'Agostino
Pour les articles homonymes, voir Gigi D'Agostino (album) et D'Agostino.
Gigi D’Agostino, ou Gigi Dag, de son vrai nom Luigino Celestino Di Agostino, né le 17 décembre 1967 à Turin, est un disc jockey, remixeur et producteur italien. 
En 1986, il commence sa carrière de disc jockey dans l'Italo disco, et fait paraître son mix intitulé Psychodelic. Au fil de sa carrière, il se popularise et atteint les nombreux classements musicaux internationaux grâce à ces titres orientés Italo dance, house, techno et electro. 
Il se fait notamment connaître à l'international en l'an 2000 à la suite de la sortie de son morceau L'Amour toujours.

## Biographie
Gigi d’Agostino est né à Turin, en Italie, le 17 décembre 1967. Il grandit dans sa ville natale Turin ainsi qu'à Brescia, ville dans laquelle se trouvent les studios Media Records. Enfant, D'Agostino désirait contribuer à la scène musicale disco.
Il commence sa carrière musicale dans le DJing en organisant quelques soirées en clubs, au début des années 1980, tout en travaillant comme maçon pour gagner sa vie. Il est ensuite engagé dans le club Woodstock de Turin, puis comme DJ résident à L’Ultimo Impero, entre 1993 et 1998. D'Agostino est l'un des quelques producteurs à avoir autant atteint les classements musicaux.

### Débuts
La première parution de D'Agostino s'intitule Noise Makers Theme, en collaboration avec Daniele Gas, distribué par le label discographique Noise Maker, sous la direction du producteur italien Gianfranco Bortolotti. Gigi D’Agostino continue sa collaboration avec Gas, et dans l'équipe de production de Mauro Picotto les années qui suivent. Comme disc jockey, D'Agostino est connu comme l'un des « pionniers de la dance progressive méditerranéenne, », qui se caractérise par des sons minimalistes, et des mélodies méditerranéennes et latines. Comme producteur, D'Agostino's utilise le pseudonyme de Gigi D'ag. Après de nombreux succès, comme le titre Sweetly sorti en 1995, D'Agostino entre dans l’équipe de Gianfranco Bortolotti, manager général de la maison de disques Media Records. Le single Fly, sorti au début de l’année 1996 sous l’étiquette BXR Noise Maker (l’étiquette créée spécialement par la Media Records pour le genre mediterranean progressive), rejoint le top des ventes de singles en Italie. C’est ainsi qu’aboutit un de ses grands projet : Gigi D'Agostino, un album contenant 19 titres, avec entre autres les singles Gigi's Violin et Angel's Symphony, qui connaissent tous deux le succès à travers l’Europe. Son style musical évolue ensuite vers davantage de mélodie, et des sonorités énergiques. Les rythmes deviennent moins obsessionnels et répétitifs, dans une tendance se situant entre la house et la progressive.
En 1997, il fait paraître Gin Lemon, puis Your Love (Elisir) l'année suivante, l'un des titres qui atteint les classements musicaux français durant l’année 1998. En 1999, D'Agostino lance Cuba Libre, suivi du single Bla Bla Bla, extrait de l'album Tanzen. Bla Bla Bla devient un succès phénoménal et atteint la première place de nombreux classements musicaux, suivi d'un remix du titre Riddle de Nik Kershaw. En 2000 suit le double-album L'Amour toujours, dont le single I'll Fly With You (L’Amour Toujours) est certifié deux fois disque d'or en Allemagne et en Autriche,,.

### Vie privée
Le 17 décembre 2021, Gigi d'Agostino a annoncé sur son compte officiel Facebook, qu'il était atteint d'une grave maladie. Le 15 janvier 2022, il a annoncé souffrir énormément de cette même maladie, toujours sur son compte Facebook.

### Années 2000
Gigi d'Agostino est nommé « meilleur DJ-producteur de l’année » à la dernière édition[Quand ?] des Red Bull Awards. Pendant l’année 2000, Gigi vend un million d’albums en Allemagne, et 230 000 en France. Il sort en outre deux extended play : Tecno Fes en août et Tecno Fes Vol. 2 en décembre. Le single La passion (reprise du compositeur Jacno) atteint de nombreux classements musicaux européens,,. Depuis le milieu des années 2000, il anime, sur la radio italienne M2O, un programme de mix quotidien intitulé Il Cammino di Gigi D'Agostino, où sont insérés ses morceaux édités ou inédits ainsi que les titres electro ou dance du moment, en versions originales ou remixées pour l'occasion.
À l’issue d’une collaboration avec Albertino (speaker sur une grande radio italienne), le single Super parait en 2001, et atteint les classements musicaux de nombreux pays, ainsi que la deuxième place en Italie. Il lui vaut le titre de « meilleur producteur dance » au Prix Italien de la Musique (PIM), et au Public Award Danish DJ’s Awards à Copenhague. En 2004, sa compilation Euro Dance s'écoule à 120 000 exemplaires, et il sort un nouveau double CD L'Amour toujours II, suite de l'opus sorti en 1999. Il crée en 2006 son propre label Noise Maker Hard. En 2007, il devient créateur d'un nouveau genre musical, le lento violento (une variante de l'Italo dance permettant de remixer tous les styles de musiques populaires,).

### Années 2010
En janvier 2010, il mixe aux côtés du groupe Floorfilla au Tunnel de Reggio d'Émilie. Durant les années 2010, il adopte différents noms de production, notamment : D'Agostino Planet, Egiziano, Il Folklorista, Il Grande Viaggio, Lento Violento Man, Musichismo, Noise Maker, Orchestra Maldestra, Uomo Suono, Zarro Dag, Casa Dag, et Dottor Dag.
En 2018, il est crédité en tant qu'artiste principal sur le titre In My Mind du DJ Lituanien Dynoro, qui reprend le hook de son titre L'Amour toujours, et qui obtient un succès européen.

## Discographie

### Albums studio
| Titre                                                            | Année | Meilleures positions | Meilleures positions | Meilleures positions | Meilleures positions | Meilleures positions | Meilleures positions | Certifications                         |
| Titre                                                            | Année | ITA                  | ALL                  | AUT                  | BEL (FL)             | P-B                  | SUI                  | Certifications                         |
| ---------------------------------------------------------------- | ----- | -------------------- | -------------------- | -------------------- | -------------------- | -------------------- | -------------------- | -------------------------------------- |
| Gigi D'Agostino                                                  | 1996  | —                    | —                    | —                    | —                    | —                    | —                    |                                        |
| L'Amour toujours                                                 | 1999  | 25                   | 10                   | 1                    | 16                   | 3                    | 53                   | - Platine - 3 × Platine - Platine - Or |
| L'Amour toujours II                                              | 2004  | —                    | 65                   | 6                    | —                    | —                    | —                    |                                        |
| "—" signifie que l'album n'est pas classé ou sorti dans le pays. |       |                      |                      |                      |                      |                      |                      |                                        |

### Singles
| Single                                                             | Année | Meilleures positions | Meilleures positions | Meilleures positions | Meilleures positions | Meilleures positions | Meilleures positions | Meilleures positions | Meilleures positions | Meilleures positions | Meilleures positions | Meilleures positions | Meilleures positions | Certification                                                  | Album                            |
| Single                                                             | Année | ITA                  | ALL                  | AUT                  | BEL (FL)             | BEL (WAL)            | CAN                  | ESP                  | FRA                  | IRL                  | P-B                  | ROM                  | SUI                  | Certification                                                  | Album                            |
| ------------------------------------------------------------------ | ----- | -------------------- | -------------------- | -------------------- | -------------------- | -------------------- | -------------------- | -------------------- | -------------------- | -------------------- | -------------------- | -------------------- | -------------------- | -------------------------------------------------------------- | -------------------------------- |
| Sweetly                                                            | 1995  | —                    | —                    | —                    | —                    | —                    | —                    | —                    | —                    | —                    | 19                   | —                    | —                    |                                                                | Gigi D'Agostino                  |
| New Year's Day                                                     | 1995  | 6                    | —                    | —                    | —                    | —                    | —                    | —                    | —                    | —                    | —                    | —                    | —                    |                                                                | Gigi D'Agostino                  |
| Gigi's Violin                                                      | 1995  | 4                    | —                    | —                    | —                    | —                    | —                    | —                    | —                    | —                    | —                    | —                    | —                    |                                                                | Gigi D'Agostino                  |
| Angel's Symphony                                                   | 1995  | 12                   | —                    | —                    | —                    | —                    | —                    | —                    | —                    | —                    | —                    | —                    | —                    |                                                                | Gigi D'Agostino                  |
| Elektro Message                                                    | 1996  | 22                   | —                    | —                    | —                    | —                    | —                    | —                    | —                    | —                    | —                    | —                    | —                    |                                                                | Gigi D'Agostino                  |
| Music (An Echo Deep Inside)                                        | 1997  | —                    | —                    | —                    | —                    | —                    | —                    | —                    | —                    | —                    | —                    | —                    | —                    |                                                                | Gin Lemon                        |
| Gin Lemon                                                          | 1997  | 23                   | —                    | —                    | —                    | —                    | —                    | —                    | —                    | —                    | —                    | —                    | —                    |                                                                | Gin Lemon                        |
| Your Love Elisir                                                   | 1998  | 3                    | —                    | —                    | —                    | —                    | —                    | —                    | 73                   | —                    | —                    | —                    | —                    |                                                                | L'Amour toujours                 |
| Cuba Libre                                                         | 1998  | 13                   | —                    | —                    | —                    | —                    | —                    | —                    | —                    | —                    | —                    | —                    | —                    |                                                                | L'Amour toujours                 |
| Bla Bla Bla                                                        | 1999  | 6                    | 4                    | 3                    | —                    | —                    | —                    | —                    | 15                   | 23                   | 43                   | 67                   | 16                   | - Or - Argent                                                  | L'Amour toujours                 |
| Another Way                                                        | 1999  | —                    | 16                   | 13                   | —                    | —                    | —                    | —                    | 33                   | —                    | —                    | —                    | 61                   |                                                                | L'Amour toujours                 |
| The Riddle                                                         | 1999  | 21                   | 4                    | 14                   | 4                    | —                    | 8                    | —                    | 7                    | —                    | 4                    | 42                   | 8                    | - Or - Argent                                                  | L'Amour toujours                 |
| La Passion                                                         | 2000  | —                    | 2                    | 1                    | 1                    | 16                   | —                    | —                    | 18                   | 2                    | 12                   | 24                   | 13                   | - Or - Platine                                                 | L'Amour toujours                 |
| Super (1, 2, 3) (avec Albertino)                                   | 2000  | 2                    | —                    | 1                    | 4                    | —                    | —                    | 3                    | 46                   | —                    | 34                   | 49                   |                      |                                                                |                                  |
| L'Amour toujours                                                   | 2001  | 6                    | 3                    | 3                    | 2                    | 27                   | 11                   | 10                   | —                    | 18                   | 1                    | 17                   | 25                   | - Or - Or                                                      | L'Amour toujours                 |
| Silence                                                            | 2004  | —                    | 20                   | 10                   | 37                   | —                    | —                    | —                    | —                    | —                    | 21                   | —                    | —                    |                                                                | L'Amour toujours II              |
| Underconstruction 2 : Silence                                      | 2004  | —                    | —                    | 39                   | —                    | —                    | —                    | —                    | —                    | —                    | —                    | —                    | —                    |                                                                | Undercontruction 2: Silence E.P. |
| Gigi's Goodnight (avec Pandolfi)                                   | 2004  | —                    | —                    | 17                   | —                    | —                    | —                    | —                    | —                    | —                    | —                    | —                    | —                    |                                                                | L'Amour toujours II              |
| Summer of Energy                                                   | 2004  | 17                   | 77                   | 26                   | —                    | —                    | —                    | —                    | —                    | —                    | —                    | —                    | —                    |                                                                | L'Amour toujours II              |
| Wellfare                                                           | 2005  | 14                   | 41                   | 28                   | —                    | —                    | —                    | 12                   | —                    | —                    | —                    | —                    | —                    |                                                                | L'Amour toujours II              |
| I Wonder Why                                                       | 2006  | 14                   | 81                   | 20                   | —                    | —                    | —                    | —                    | —                    | —                    | —                    | —                    | —                    |                                                                | L'Amour toujours II              |
| Stay with Me                                                       | 2011  | —                    | —                    | —                    | —                    | —                    | —                    | —                    | —                    | —                    | —                    | —                    | —                    |                                                                | Ieri & Oggi Mix Vol. 1           |
| L'Amour toujours 2012 (feat. Robbie Miraux)                        | 2012  | —                    | —                    | —                    | —                    | —                    | —                    | —                    | —                    | —                    | —                    | —                    | —                    |                                                                |                                  |
| In My Mind (avec Dynoro)                                           | 2018  | 11                   | 1                    | 1                    | 2                    | 1                    | 50                   | 45                   | 3                    | 5                    | 3                    | 17                   | 1                    | - Diamant - 2 × Platine - Diamant - Or - Platine - 2 × Platine |                                  |
| Gigi's Time                                                        | 2019  | —                    | —                    | —                    | —                    | —                    | —                    | —                    | —                    | —                    | —                    | —                    | —                    |                                                                |                                  |
| Hollywood (avec LA Vision)                                         | 2020  | 32                   | 10                   | 2                    | —                    | —                    | —                    | —                    | —                    | —                    | —                    | —                    | —                    | - Diamant - Platine - Or                                       |                                  |
| Never Be Lonely (avec Vize & Emotik)                               | 2021  | —                    | —                    | —                    | —                    | —                    | —                    | —                    | —                    | —                    | —                    | —                    | —                    |                                                                |                                  |
| In & Out (avec LA Vision)                                          | 2021  | —                    | —                    | —                    | —                    | —                    | —                    | —                    | —                    | —                    | —                    | —                    | —                    |                                                                |                                  |
| The Love Do Do (avec Luca Noise)                                   | 2021  | —                    | —                    | —                    | —                    | —                    | —                    | —                    | —                    | —                    | —                    | —                    | —                    |                                                                |                                  |
| Beautiful (avec Luca Noise)                                        | 2021  | —                    | —                    | —                    | —                    | —                    | —                    | —                    | —                    | —                    | —                    | —                    | —                    |                                                                |                                  |
| One More Dance (avec Marnik & Luca Noise)                          | 2021  | —                    | —                    | —                    | —                    | —                    | —                    | —                    | —                    | —                    | —                    | —                    | —                    |                                                                |                                  |
| "—" signifie que le single n'est pas classé ou sorti dans le pays. |       |                      |                      |                      |                      |                      |                      |                      |                      |                      |                      |                      |                      |                                                                |                                  |

### Remixes
- 1993 : Voyager - Baseball Furies (Gigi Di Agostino Remix)
- 1994 : Voyager - City Of Light (Di Agostino Rmx)
- 1995 : 2 Culture In A Room - Android (Gigi D'Agostino DJ Rmx)
- 1996 : Cappella - U Got 2 Know (Gigi D'Agostino Mix)
- 1996 : Fine Young Cannibals - The Flame (Gigi D'Agostino Mix)
- 1997 : R.A.F. By Picotto - In 2 My Life (D'Agostinstrumental Mix)
- 1997 : Niccolò Fabi - Il Giardiniere (Gigi D'Agostino Mix)
- 1997 : Sharada House Gang - Gipsy Boy (Gigi D'Agostino Mix)
- 1997 : Divine Works - Ancient Person Of My Heart (Gigi D'Agostino Mix)
- 1998 : Adam Austin - The Way (Gigi D'Agostino Avenue / Gigi D'Agostino Trip)
- 1999 : Fiorello - Batticuore (Gigi D'Agostino Mix)
- 1999 : Mauro Picotto - Lizard (Gigi D'Agostino Remix)
- 2000 : Negrocan - Cada Vez (D'Agostino Remix)
- 2000 : Kaliya - Ritual Tibetan (Gigi D'Agostino Remix)
- 2000 : ReAnimator feat. Vanilla Ice - Ice Ice Baby 2001 (Gigi D'Agostino Remix)
- 2001 : Magic Box - Carillon (Gigi D'Agostino Molto Remix)
- 2002 : Shakira - Te Aviso, Te Anuncio (Tango) (Gigi D'Agostino Tango Remix)
- 2002 : Ago - Put On Your Red Shoes (Gigi D'Agostino Remix)
- 2004 : De/Vision - Drifting Sideways (Gigi D'Agostino Viaggio Mix)
- 2004 : Molella - Soleado (Gigi & Molly Radio Mix)
- 2004 : Dido - White Flag (Gigi D'Agostino Remix)
- 2004 : I Chiodi - Coração Louco (Cuore Matto) (Gigi D'Agostino Matto Mix / Cuore Mix)
- 2004 : DJ Pandolfi - Main Title / The Kiss (Gigi D'Agostino & Pandolfi Mix)
- 2004 : Luca Noise - Traffico (Gigi D'Agostino & Luca Noise Mix)
- 2004 : Mastro G feat. Fred Kannone - Balla (Gigi D'Agostino Balla Mix)
- 2004 : Jay-Jay Johanson - On The Radio (Gigi D'Agostino Psico Mix)
- 2004 : Soulkeeper - Deeper (Gigi D'Agostino Viaggo Mix)
- 2004 : Club House Feat. Carl Fanini - Nowhere Land (Gigi D'Agostino & Pandolfi Mix)
- 2004 : Molto Folk - Canto Do Mar (Gigi D'Agostino Pescatore Mix)
- 2005 : Officina Emotiva - Everybody Changing (Gigi D'Agostino Trip)
- 2005 : DJ Pandolfi - Forever (Gigi D'Agostino & Pandolfi Mix)
- 2005 : Akcent - Buchet De Trandafiri (Gigi D'Agostino & Dondolando Mix)
- 2005 : Liquido - Ordinary Life (Gigi D'Agostino Tanz)
- 2005 : Officina Emotiva - Like A Prayer (Gigi Dag & Luca Noise Trip)
- 2005 : Luca Noise - Moonlight Shadow (Gigi Dag & Luca Noise Trip)
- 2005 : Double S vs 2 Daniels - Parole Parole (Gigi D'Agostino Tanz)
- 2005 : Il Folklorista - Those were the days (Gigi Dag & Luca Noise Trip)
- 2005 : Luca Noise - Sostanza Noetica (Gigi D'Agostino & Luca Noise Mix)
- 2005 : Officina Emotiva - Natural (Gigi Dag & Luca Noise a Passeggio)
- 2005 : Orchestra Maldestra - Carica Tremenda (Gigi Dag & Luca Noise Trip)
- 2005 : Orchestra Maldestra - Fasten Your Seatbelt (Gigi Dag & DJ Pandolfi Trip)
- 2006 : Depeche Mode - I Feel Loved (Gigi D'Agostino Remix)
- 2006 : Dance'n'Roll - Stay (Gigi Dag From Beyond)
- 2006 : Tocco Scuro - Cold Wind (Gigi D'Agostino Dark)
- 2006 : Orchestra Maldestra - Tecno Uonz (Gigi Uonz / Tanz)
- 2006 : Double S vs 2 Daniels - Parole Parole (Gigi D'Agostino Tanz)
- 2008 : Luca noise - Magic Of Love (Gigi D'Agostino & Luca Noise Sintesi Mix)
- 2011 : Alicia Keys - No One (Gigi D'Agostino Lento Violento Remix)
- 2020 : LA Vision & Gigi D'Agostino - Hollywood (Gigi D'Agostino & Luca Noise Viaggio Mix / Psico Dance Mix)